# Dolichoderus carbonarius
Dolichoderus carbonarius är en myrart som beskrevs av Carlo Emery 1895. Dolichoderus carbonarius ingår i släktet Dolichoderus och familjen myror.

## Underarter
Arten delas in i följande underarter:
- D. c. carbonarius
- D. c. latisquamis